# Blue Lines
Blue Lines è il primo album in studio del gruppo musicale britannico Massive Attack, pubblicato l'8 aprile 1991 dalla Wild Bunch Records.

## Descrizione
Il disco è il risultato di innumerevoli "scorribande musicali" del The Wild Bunch, il sound system composto dal nucleo dei Massive Attack che si divertiva ad improvvisare serate nella città portuale. Viene inoltre considerato il primo album di genere trip hop, nonostante questo termine dovesse essere ancora coniato e poi codificato.
La rivista Rolling Stone l'ha inserito al 395º posto della sua lista dei 500 migliori album.

## Tracce
1. Safe from Harm – 5:16 (Grant Marshall, Andrew Vowles, Robert Del Naja, William Cobham, Shara Nelson)
2. One Love – 4:48 (Grant Marshall, Andrew Vowles, Robert Del Naja, Horace Andy, C J Williams)
3. Blue Lines – 4:21 (Grant Marshall, Andrew Vowles, Robert Del Naja, Adrian Thaws)
4. Be Thankful for What You've Got – 4:09 (William DeVaughn)
5. Five Man Army – 6:04 (Grant Marshall, Andrew Vowles, Robert Del Naja, Adrian Thaws, Claude Williams)
6. Unfinished Sympathy – 5:08 (Grant Marshall, Andrew Vowles, Robert Del Naja, Jonathan Sharp, Shara Nelson)
7. Daydreaming – 4:14 (Grant Marshall, Andrew Vowles, Robert Del Naja, Wally Badarou, Adrian Thaws)
8. Lately – 4:26 (Grant Marshall, Andrew Vowles, Robert Del Naja, Shara Nelson, Gus Redmond, Larry Brownlee, Jeffrey Simon, 
Fred Edward Simon)
9. Hymn of the Big Wheel – 6:36 (Grant Marshall, Andrew Vowles, Robert Del Naja, Neneh Cherry, Horace Andy)

## Formazione
Gruppo
- Grant Marshall – voce (tracce 3, 5 e 7)
- Andrew Vowles – voce (tracce 3, 5 e 7)
- Robert Del Naja – voce (tracce 3, 5 e 7)

Altri musicisti
- Shara Nelson – voce (tracce 1, 6, 7)
- Horace Andy – voce (tracce 2, 5 e 9)
- Paul Johnson – basso (traccia 3)
- Tony Bryan – voce (traccia 4)
- Wil Malone – arrangiamento e direzione strumenti ad arco (traccia 6)
- Gavin Wright – primo violino (traccia 6)
- Neneh Cherry – arrangiamento aggiuntivo (traccia 9)
- Mikey General – cori (traccia 9)

Produzione
- Massive Attack – produzione, missaggio
- Jonny Dollar – produzione, missaggio
- Booga Bear – produzione esecutiva
- Jeremy Allom – missaggio (eccetto tracce 2 e 8)
- Bryan Chuck New – missaggio (tracce 2 e 8)
- Kevin Petri – registrazione (traccia 3)

## Classifiche
| Classifica (1991) | Posizione massima |
| ----------------- | ----------------- |
| Austria           | 5                 |
| Belgio (Fiandre)  | 81                |
| Belgio (Fiandre)  | 176               |
| Francia           | 31                |
| Germania          | 31                |
| Norvegia          | 29                |
| Nuova Zelanda     | 26                |
| Paesi Bassi       | 39                |
| Regno Unito       | 13                |
| Svezia            | 14                |
| Svizzera          | 26                |